# Cox Peninsula Road
Cox Peninsula Road - droga stanowa nr 34 w Australii, na obszarze Terytorium Północnego. Droga łączy miejscowość Livingstone, przy skrzyżowaniu z drogą krajową Stuart Highway z osadą Mandorah i miejscowością Wagait Beach na półwyspie Cox.